# William Rarita
William Rarita (* 21. März 1907; † 8. Juli 1999) war ein US-amerikanischer theoretischer Physiker, der sich mit Kernphysik und Elementarteilchenphysik befasste.
Rarita promovierte bei Eugene Feenberg. Später lehrte er am Brooklyn College, an dem er 1996 emeritierte. Er war in der theoretischen Abteilung am Lawrence Berkeley National Laboratory und war auch Gastwissenschaftler am CERN.
Mit Julian Schwinger formulierte er 1941 die Rarita-Schwinger-Gleichung für Spin 3/2 Fermionen. Mit Herman Feshbach arbeitete er in der Kernphysik zusammen.
Er war Fellow der American Physical Society.